# Olivier de Wree
Olivier de Wree també conegut amb el seu nom llatinitzat Olivarius Vredius (1596-1652) va ser un poeta, historiador, advocat, polític i mecenes flamenc. Va escriure en llatí i neerlandès. Va ser advocat del Consell de Flandes des del 1622.

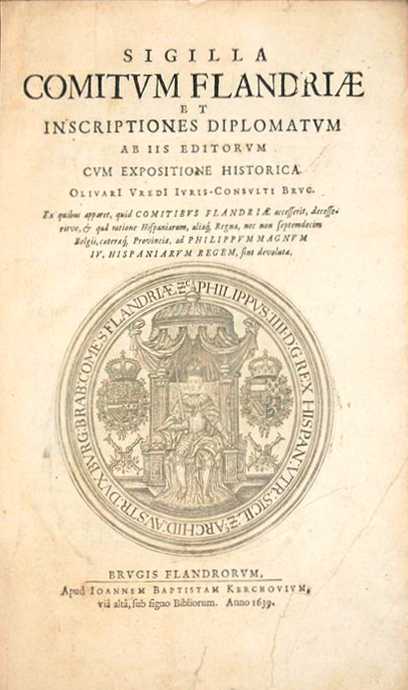
Frontis de la seva obra Sigilla Comitum Flandriæ

Va néixer a Bruges al Comtat de Flandes el 20 de setembre del 1596, fill del jurista Joan de Wree (1567-1607) i Anna van Praet. Primer va pensar a una carrera eclesiàstica i va estudiar vuit anys al seminari dels Jesuïtes. Després va optar per a la carrera universitària i va doctorar-se utriusque iuris a la Universitat de Dowaai. Un mes després d'acabar els seus estudis, ja va ser nomenat advocat al Consell de Flandes. Va crear la seva pròpia impremta, al qual també va publicar obres d'amics seus, com ara el mineralogista Boëtius (1550-1632). Va ser un dels primers historiadors «moderns» que va estudiar les fonts escrites i informació arqueològica per la seva Historiæ comitum Flandriæ (Història dels comtes de Flandes) on va descriure, entre d'altres, les muralles del primer burg de Bruges. Del 1625 fins a la seva mort prematura el 1652 va ocupar diverses funcions de conseller, tresorer a l'ajuntament de Bruges.
La seva primera obra del qual es podria traduir el títol com a Origen i progrés dels carmelites, una història en versos del monestir dels carmelites de Gant va ser innovadora en més d'un aspecte. Primer per què va utilitzar un mètode historiogràfic i segon per què va escriure en neerlandès, i no en llatí. A l'inici del segle XVII el debat sobre l'ús de la llengua «vulgar» per a obres serioses, era molt viu entre els humanistes. Vredius volia escriure en la seva llengua materna però es trobava incòmode amb la gramàtica i versificació, que no havia estudiat. Va cercar ajuda prop del seu amic, l'humanista Rycquius que el va dirigir al canonge Simon Vanden Kerchove, germà de l'impressor. L'obra va conèixer molt èxit i va rebre ressenyes elogioses, excepte pel jesuïta André Schott. Schottius va vilipendiar-lo en considerar com un error el fet d'escriure per a un mercat tan local, en lloc d'utilitzar una llengua universal. A més, en escriure en neerlandès, els «herètics» de la República de les Províncies unides podrien comprendre'l i trobar-hi arguments per ridiculitzar la devoció mariana, un aspecte central a l'orde del Carmel. Pot ser que el jesuïta Schottius estigués ressentit per què Vredius va abandonar la Societas de Jesús on va viure vuit anys.
Va morir a la seva ciutat natal el 21 de març del 1652.
Obres destacades
- Oorspronck ende voortganck der Carmelieten, Gent, 1624 (traducció del títol: Origen i progrés dels carmelites)
- Vermaerde Oorloghstucken ende Daeden van der Grave van Bucquoy, Bruges 1625
- Sigilla comitum Flandriae, et inscriptiones diplomatum ab iis editorum cum expositione historica, un tractat sobre els segells i altres documents editats pels comtes de Flandes amb moltes il·lustracions, Bruges, 1639[5]
- De Seghelen der graven van Vlaenderen ende voorschriften van hunne brieven, Brugge 1640 (la mateixa obra que la precedent, en neerlandès)